# Helmut Höflehner
Helmut Höflehner, né le 24 novembre 1959 à Gumpenberg, est un ancien skieur alpin autrichien, originaire de Haus im Ennstal.

## Jeux olympiques
| Épreuve / Édition | Sarajevo 1984 | Albertville 1992 |
| ----------------- | ------------- | ---------------- |
| Descente          | 5e            | 17e              |

## Championnats du monde
| Épreuve / Édition | Bormio 1985 | Crans Montana 1987 | Vail 1989 |
| Descente          | 7e          | 14e                | 7e        |

## Coupe du monde
- Meilleur résultat au classement général : 5e en 1990
  - Vainqueur de la coupe du monde de descente en 1985 et 1990
  - 10 victoires : 10 descentes
  - 25 podiums

### Différents classements en Coupe du monde
| Année/Classement | Année/Classement | Général | Général | Descente | Descente | Super-G | Super-G | Combiné | Combiné |
| ---------------- | ---------------- | ------- | ------- | -------- | -------- | ------- | ------- | ------- | ------- |
| Année/Classement | Année/Classement | Class.  | Points  | Class.   | Points   | Class.  | Points  | Class.  | Points  |
| 1980             | 1980             | 53e     | 17      | 17e      | 17       | -       | -       | -       | -       |
| 1981             | 1981             | 30e     | 47      | 9e       | 47       | -       | -       | -       | -       |
| 1982             | 1982             | 24e     | 51      | 9e       | 51       | -       | -       | -       | -       |
| 1983             | 1983             | 24e     | 74      | 10e      | 65       | -       | -       | 21e     | 9       |
| 1984             | 1984             | 15e     | 85      | 6e       | 74       | -       | -       | 18e     | 11      |
| 1985             | 1985             | 8e      | 116     | 1er      | 110      | -       | -       | 32e     | 6       |
| 1986             | 1986             | 28e     | 71      | 12e      | 50       | -       | -       | 15e     | 21      |
| 1987             | 1987             | 42e     | 31      | 13e      | 36       | -       | -       | -       | -       |
| 1988             | 1988             | 69e     | 12      | 37e      | 6        | 25e     | 6       | -       | -       |
| 1989             | 1989             | 8e      | 126     | 2e       | 112      | 14e     | 14      | -       | -       |
| 1990             | 1990             | 5e      | 171     | 1er      | 166      | 26e     | 8       | -       | -       |
| 1991             | 1991             | 20e     | 64      | 4e       | 64       | -       | -       | -       | -       |
| 1992             | 1992             | 39e     | 249     | 11e      | 249      | -       | -       | -       | -       |
| 1993             | 1993             | 58e     | 136     | 24e      | 136      | -       | -       | -       | -       |
| 1994             | 1994             | 74e     | 71      | 29e      | 71       | -       | -       | -       | -       |

### Détail des victoires
| Saison / Épreuve | Descente                              | Total |
| 1984             | Cortina d'Ampezzo                     | 1     |
| 1985             | Val Gardena Wengen I Garmisch         | 3     |
| 1989             | Val Gardena II Sankt Anton            | 2     |
| 1990             | Val d'Isère (X2) Cortina d'Ampezzo II | 3     |
| Total            | 10                                    | 10    |

## Arlberg-Kandahar
- Vainqueur des descentes 1985 à Garmisch et 1988-89 à Sankt Anton